# Sándor Ferenczi

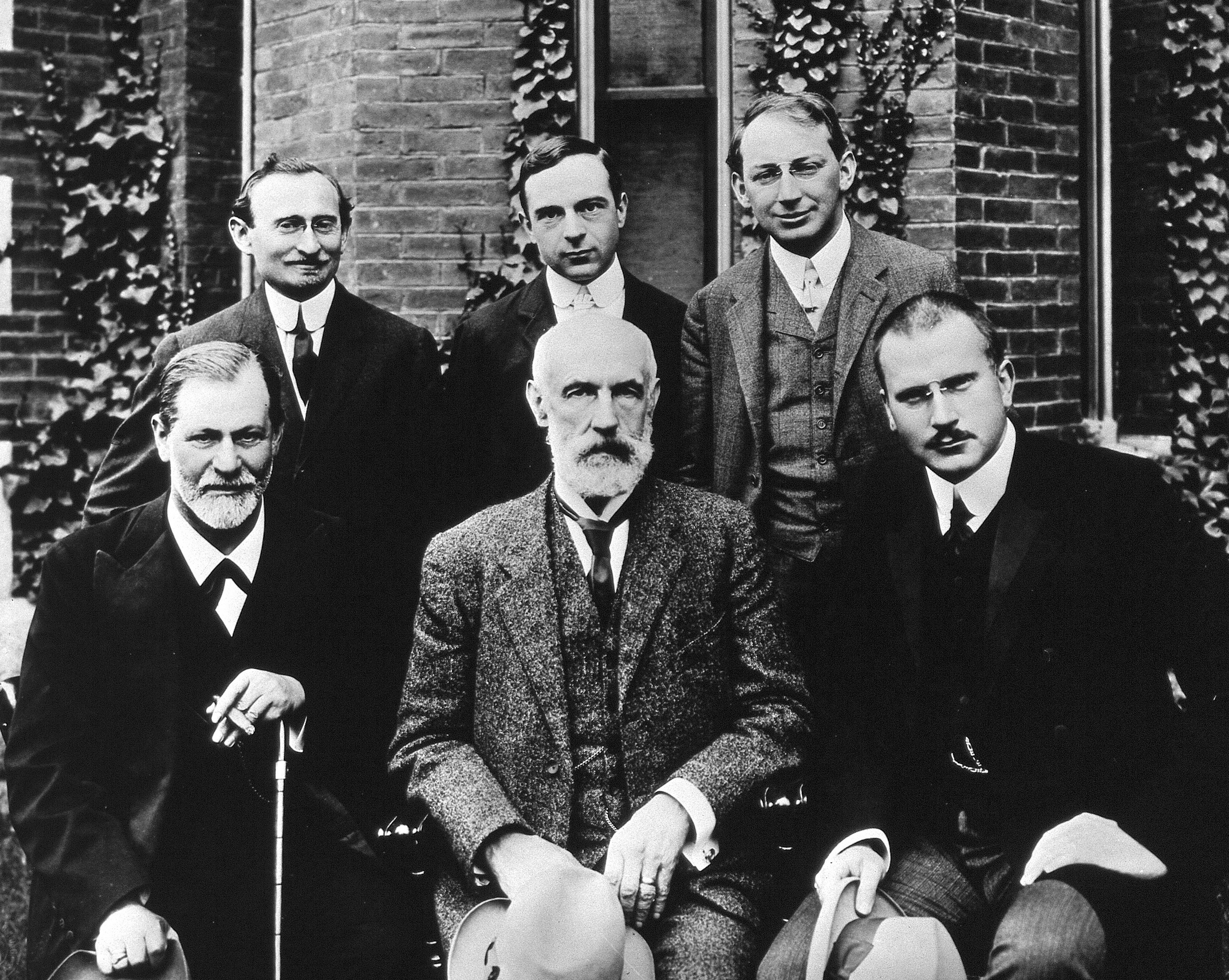
Sándor Ferenczi, primo in alto a destra, in compagnia di Sigmund Freud, G. Stanley Hall, Carl Gustav Jung, Abraham A. Brill, Ernest Jones (1909)

Sándor Ferenczi (Miskolc, 7 luglio 1873 – Budapest, 22 maggio 1933) è stato uno psicoanalista e psichiatra ungherese, nonché uno dei pionieri della psicoanalisi in Ungheria e fra le figure più importanti al mondo in tale campo.

## Giovinezza e ascesa
Nacque a Miskolc, ottavo dei dodici figli di Baruch Fraenkel, un ebreo della Galizia che, emigrando in Ungheria, aveva magiarizzato il suo nome in Bernát Ferenczi, e di Róza Eibeschűtz, pure emigrata dalla Galizia.
Il padre era un piccolo editore, la cui libreria-tipografia era nota come vivace centro culturale per le sue pubblicazioni e i suoi cenacoli letterari. Alla precoce scomparsa del padre, avvenuta quando Sándor aveva quindici anni, la madre, donna forte ma scarsamente affettiva, ne prese in mano l'impresa, potenziandola. Sándor visse in un'atmosfera stimolante, a contatto con molti bei nomi dell'intelligencija ungherese, ma senza un fondamentale contatto affettivo con i punti di riferimento familiari più vitali. Questa carenza ebbe un ruolo nello sviluppo della sua personalità complessa e sofferente di "bambino precocemente saggio" (wise baby, secondo la definizione, che egli stesso formulò, delle conseguenze del malaccoglimento familiare sul carattere dei bambini).
Come osserva Franco Borgogno ("Ferenczi, Sándor", in "Psiche - Dizionario storico di psicologia, psichiatria, psicoanalisi, neuroscienze") questa condizione di carenza affettiva fu "il fatto esistenziale alla base della sua vivacità di liceale 'autodidatta' e della sua vocazione medica, volta fin dall'inizio ad aiutare i pazienti più svantaggiati e a denunciare le insufficienze nella gestione della malattia".
Trasferitosi a Vienna all'inizio degli anni 1890 per studiare medicina, si laureò nel 1894 e iniziò a esercitare come psichiatra, mantenendo i suoi interessi per la poesia e l'ipnosi. Lavorò all'ospedale Ròkus (Budapest), e poi al Szent Erzsébet, facendo esperienza con pazienti con gravi disturbi fisici e psichici: in particolare prostitute, anziani e omosessuali, contribuendo anche a combattere la discriminazione anti-omosessuale.
Dal 1899 collaborò con la rivista medica Gyógyászat ("Terapia"), diretta dal medico progressista Miksa Schächter, suo amico e primo mentore.
I lavori pre-analitici di Ferenczi testimoniano una tensione intellettuale ed emotiva "già orientata ai temi e allo spirito della sua futura esplorazione" (Borgogno, cit.): la relazione, il dialogo tra gli inconsci, ciò che comunica al di là delle parole, il rispetto per il dolore e l'ineluttabilità della funzione di quest'ultimo come soggetto del processo di guarigione.
Lesse L'interpretazione dei sogni poco dopo la pubblicazione (1900), ma ne rimase poco entusiasta. Pochi anni dopo, seguendo i suoi interessi in materia di scrittura automatica, adottò il test delle associazioni di Jung (C. G. Jung, Diagnostische Assoziationstudien, Leipzig, 1906), il che lo rese più ricettivo alle idee di Sigmund Freud. Il 2 febbraio 1908 gli fece visita, dando avvio a un sodalizio che durerà tutta la vita. Il suo impegno nel movimento psicoanalitico è immediato: al I Congresso di Psicanalisi, tenutosi a Salisburgo lo stesso anno, portò un contributo su "Psicanalisi e psicopedagogia".
L'impegno di Ferenczi nella diffusione delle idee di Freud è immediato e prolifico: elemento di spicco nei circoli intellettuali di Budapest, non fa fatica a sollevare interesse tra i suoi amici, mentre più difficoltosa è l'accettazione delle idee psicoanalitiche da parte dell'ambiente medico. Nel 1910 getta le basi della Società psicoanalitica internazionale con lo scritto L'organizzazione del movimento psicanalitico. Nel 1913, forte dell'esperienza nella Società Psicoanalitica di Vienna, fonda la Società Ungherese di Psicoanalisi, di cui resterà presidente per tutta la vita. Nel 1914, la prima guerra mondiale, con la chiamata alle armi, è un'occasione per lui e per l'amico Freud, con il quale studia le nevrosi di guerra. Ma la guerra porta anche povertà in casa Ferenczi: reclutato come medico da campo, vive questi anni traducendo i Tre saggi sulla teoria della sessuale, che lo porteranno nel 1924 a pubblicare Thalassa: una teoria della genitalità.
Nel 1918, a guerra finita, l'offerta di una cattedra all'università di Budapest, dove insegnerà, primo al mondo, psicoanalisi, segna il ritorno alla parziale stabilità economica per Ferenczi e il riconoscimento della psicoanalisi come scienza. Nei mesi successivi diventa presidente per breve tempo dell'Associazione Psicoanalitica Internazionale, e nel 1920 getta le basi per la creazione dell'International Journal of Psycho-Analysis.
In seguito, con l'avvento al potere del regime di estrema destra dell'ammiraglio Miklós Horthy, l'aver ottenuto la sua cattedra sotto gli uffici del governo di sinistra di Béla Kun causerà molti problemi a Ferenczi, che inizierà a fare molti soggiorni all'estero anche per allontanarsi dal clima di tensione avvertito a Budapest.
In questi anni torna a occuparsi di omosessualità, della tipologia caratteriale degli omosessuali e dei meccanismi paranoici che secondo il suo approccio, il loro comportamento rivelerebbe.
Negli anni successivi sviluppa i temi dell'idea megalomane di onnipotenza dei bambini e del narcisismo nelle nevrosi e nelle psicosi, e, tra il 1929 ed il 1931, l'approfondimento degli aspetti organici e psicosomatici della psicoanalisi, sotto l'influenza del suo caro amico e medico personale Georg Groddeck.
Fondamentale anche il suo contributo sul ruolo del pensiero magico nei processi di pensiero e nella condotta umana, e, soprattutto, la sua profonda riflessione sul tema del trauma psicologico, destinata ad influire molto sulle elaborazioni psicoanalitiche successive in quest'ambito. Il tema del cosiddetto "trauma attuale" aveva infatti rappresentato uno dei temi di maggiore difficoltà per la teoria psicoanalitica freudiana, soprattutto dal punto di vista della sua trattabilità teorica nell'ambito del modello pulsionalista; la sua elaborazione segnò un fondamentale sviluppo dei modelli di inquadramento teorico-clinico dello stesso.
Fu analista di Melanie Klein, di Michael Balint, e amico di Lou von Salomé.
Morì di anemia perniciosa il 22 maggio 1933 a Budapest dove fu sepolto nel cimitero ebraico di Farkasret.

## L'originalità di Ferenczi. Prime difficoltà in seno al Movimento
Con Lo sviluppo della psicoanalisi, che Ferenczi scrive a quattro mani con Otto Rank, arrivano le prime difficoltà con Freud: il libro viene accolto con imbarazzo dal fondatore dalla psicoanalisi e criticato da Karl Abraham ed Ernest Jones. Rank si spinge oltre, scrivendo Il trauma della nascita, un libro che lo porta a rompere con tutto il resto del movimento e, dal Congresso di Salisburgo, con lo stesso Ferenczi, che però a questo punto è isolato: il resto della Società Internazionale di Psicoanalisi gli contesta la "tecnica attiva" che Ferenczi ha introdotto nel 1920, una pratica usata per consentire ai pazienti più difficili di superare i punti morti dell'analisi (e che poi lui stesso abbandonerà quasi del tutto dal 1926).
Gli anni successivi saranno caratterizzati da un intenso lavoro di revisione e critica delle idee di Freud; negli ultimi intensi anni, Ferenczi svilupperà un approccio fondato sullo sviluppo di nuovi paradigmi psicoanalitici. Opere quali "L'adattamento della famiglia al bambino" (1928), e "Il bambino mal accolto e la sua pulsione di morte" (1929), porranno le basi per un approccio relazionale all'eziologia del conflitto, mentre lavori come "L'elasticità della tecnica psicoanalitica" (1928) e "Principi di rilassamento e neocatarsi" (1930) costituiranno il fondamento di ciò che in seguito si chiamerà "approccio bipersonale" alla psicanalisi.

## La rottura con Freud. Il Diario Clinico. La fine
In questi anni, Ferenczi riprende il tema dell'eziologia traumatica delle nevrosi, che, a partire dall'abbandono della teoria della seduzione da parte di Freud (1897), era stato messo un po' in sordina dagli psicanalisti dell'epoca. Ma nel 1932, a pochi mesi dalla morte, Ferenczi presenterà, come lecture al Congresso di Wiesbaden dell'Associazione Psicoanalitica Internazionale, l'articolo La confusione delle lingue tra l'adulto e il bambino. Il linguaggio della tenerezza e della passione, uscito postumo nel 1933. L'articolo, presentato a Freud in forma privata poche ore prima del Congresso, scatena una drammatica rottura fra i due, che fin dal 1908 avevano mantenuto un rapporto personale intenso, scandito da un fitto scambio di corrispondenza e da un forte reciproco affetto. Ferenczi otterrà di leggere ugualmente il lavoro, nonostante le insistenze di Freud per farlo desistere; subito dopo la lettura, Ferenczi abbandonerà il Congresso e farà ritorno nella sua casa di Budapest. Era il settembre 1932: sei mesi dopo, il 22 maggio 1933 Ferenczi moriva per un'anemia perniciosa di cui soffriva da alcuni anni, senza aver rivisto Freud, con il quale era tuttavia rimasto in contatto epistolare.
L'ultimo periodo della vita di Ferenczi vide un progressivo distacco dalle idee di Freud, molto doloroso per entrambi. Di tale sviluppo, sia pure contrassegnato da elaborazioni controverse e non prive di rischi (analisi reciproca tra paziente e analista) furono fornite interpretazioni volte a sostenere l'ipotesi di una psicosi dalla quale Ferenczi sarebbe stato affetto. Tali insinuazioni, sostenute soprattutto da Ernest Jones, sono oggi valutate infondate da autorevoli studiosi (Dupont, Bonomi); tale infondatezza risulta più chiara dalla lettura dell'ultima parte del carteggio Freud-Ferenczi (il cui ultimo volume non è tradotto in italiano ma è reperibile in francese: si veda la bibliografia) e del Diario Clinico, opera postuma scritta da Ferenczi nei mesi tra il Congresso di Wiesbaden e la morte.

## Il lascito ferencziano e larenaissance
L'estensione del lascito ferencziano e la sua diramazione in molte branche della psichiatria e in molte declinazioni della psicoanalisi è oggi riconosciuto e oggetto di numerosi studi (Antonelli, Aron, Boschàn, Borgogno, Haynal, per citarne alcuni). Dagli anni ottanta, una volta giunti alla sofferta pubblicazione del Carteggio Freud-Ferenczi e del Diario Clinico, l'interesse per la sua opera ha conosciuto un ampio sviluppo, che sotto il nome di renaissance ferencziana ha dato luogo a numerosi congressi internazionali.

## Testi di Ferenczi
- Introjection und Übertragung, 1909
- (con Otto Rank), Entwicklungsziele der Psychoanalyse, 1924 (Prospettive di sviluppo della psicoanalisi[1])
- Thalassa. Psicoanalisi delle origini della vita sessuale, Roma: Astrolabio, 1965; Milano: Raffaello Cortina, 1993 ISBN 88-7078-254-9
- Fondamenti di psicoanalisi, 5 voll., Rimini: Guaraldi, 1972-75
  - 1. Teoria. Le parole oscene e altri saggi, 1972
  - 2. Prassi. Scritti sulla terapia attiva e altri saggi, 1973
  - 3. Ulteriori contributi (1908-1933). Psicoanalisi delle abitudini sessuali e altri saggi, 1974
  - 4. Articoli commemorativi, recensioni e presentazioni, 1974
  - 5. Indice analitico e appendice bibliografica, 1975
- Elogio della psicoanalisi. Interventi 1908-1920, Torino: Bollati Boringhieri, 1981, 2006, 2014 ISBN 88-339-1656-1 ISBN 978-8833925639
- (con Georg Groddeck), Corrispondenza (1921-1933), Roma: Astrolabio, 1985
- Diario clinico (gennaio-ottobre 1932), Milano: Raffaello Cortina, 1988, 2004 ISBN 88-7078-923-3
- Opere, vol. I. 1908-1912, Milano: Raffaello Cortina, 1989, 2008 ISBN 88-7078-078-3 ISBN 978-8860302205
- Opere, vol. II. 1913-1919, Milano: Raffaello Cortina, 1990 ISBN 88-7078-139-9 ISBN 978-8860302212
- Opere, vol. III. 1919-1926, Milano: Raffaello Cortina, 1992, 2009 ISBN 88-7078-205-0 ISBN 978-8860302700
- La mia amicizia con Miksa Schãchter. Scritti preanalitici 1899-1908, Torino: Bollati Boringhieri, 1992 ISBN 88-339-0693-0
- (con Sigmund Freud), Lettere, vol. I. 1908-1914, Milano: Raffaello Cortina, 1993 ISBN 88-7078-241-7
- (con Sigmund Freud), Lettere, vol. II. 1914-1919, Milano: Raffaello Cortina, 1998 ISBN 88-7078-529-7
- (con Sigmund Freud), Correspondance 1920-1933, Les années douloureuses, tome III, Paris: Calmann-Levy, 2000
- Opere, vol. IV. 1927-1933, Milano: Raffaello Cortina, 2002 ISBN 88-7078-769-9
- (con Ernest Jones), Letters 1911-1933, London: Karnac, 2013